# Partido Unión Guanacasteca
El Partido Unión Guanacasteca es un partido político provincial de Guanacaste, Costa Rica, fundado el 30 de septiembre de 2016 por la educadora Yolanda Alpízar Sánchez, originaria de San Mateo de Alajuela. Alpízar había sido candidata a diputada en 2002 por el octavo lugar de Alajuela por el Partido Rescate Nacional, en 2010 en el segundo lugar de Guanacaste por el Movimiento Libertario y en 2014 en el primer lugar por Guanacaste en esta misma agrupación.
En las elecciones de 2018 llevó a Alpízar como su candidata a diputada en el primer lugar por Guanacaste y en las municipales de 2020 como su candidata a la Alcaldía de la cantón de Liberia. 
Durante la segunda ronda de las elecciones presidenciales de 2018 apoyó al candidato del Partido Acción Ciudadana, Carlos Alvarado.

## Elecciones legislativas
|  | 0.37 % |

|  | 0.49 % |